# José Núñez de Cáceres
Pour les articles homonymes, voir Núñez.
José Núñez de Cáceres Albor (né le 14 mars 1772 à Saint-Domingue et mort le 11 septembre 1846 à Ciudad Victoria) est un homme d'État et écrivain dominicain.

## Biographie
Il est le chef du mouvement d'indépendance dominicaine contre l'Espagne en 1821 et le seul président de l'éphémère République, qui a duré de décembre 1821 au 9 février 1822. Cette période est également connue comme l'indépendance éphémère car rapidement l'île est unifiée et dirigée par le gouvernement haïtien.
Peu de temps avant ces événements, tandis que l'Espagne exerce une règle de pure forme sur le côté de l'île, Núñez est pionnier de l'utilisation de la littérature comme une arme à la contestation sociale et anti-coloniales politique.
Il a également été le premier dominicain et criollo fabuliste, et l'un des premiers conteurs criollo dans l'Amérique espagnole. Beaucoup de ses œuvres sont parues dans son propre journal satirique, El Duende, le deuxième journal créé à Saint-Domingue.